# Babyloniska kalendern
Den babyloniska kalendern är den första riktiga kalender vi känner till. Babylonierna observerade himlakroppar metodisk och kalendern kom till 3000 f.Kr och var en lunisolarkalender. Kalendern hade tolv månader med 30 dagar i varje månad. Senare ändrades detta till tolv månader med 29 och 30 dagar samt ibland en extramånad så att årstiderna följdes.
Kalendern är de ursprungliga rötterna för kristna, muslimska och judiska kalendersystem med år, månader, veckor, dygn, timmar, minuter och sekunder, med huvudsaklig skillnad i definitionerna av årsberäkning och månader. Vi har en obruten serie av 7 veckodagar sedan babylonernas tid inom alla de kristna, muslimska och judiska kalendrarna.
Den babyloniska kalendern reformerades 311 f.Kr. som "grekisk tid", Anno Graecorum som introducerades och användes i de hellenistiska och judiska världarna i Mellanöstern och Egypten, tills mitten av det första årtusendet när islam erövrade Babylon och första konciliet i Nicaea 325 e.Kr. definierade kyrkoåret baserat på den romerska tidiga julianska kalendern. Eftersom Anno Graecorum utgjorde grunden för tidsreferenser i Bibeln och spred sig västerut, ökade det snarare den babyloniska kalendrarnas betydelse. Den babyloniska kalendern återspeglas också delvis i kalendrar i Syd- och Östasien samt den Muslimska kalendern och Persiska kalendern. Den Julianska kalendern ärvde definitionerna av 12 månader systemet, vecka, timme etc. från den babyloniska kalendern och den nuvarande judiska kalendern kan ses som en något modifierad babylonisk kalender som fortfarande finns idag och används, men med Anno Mundi Livryat haOlam årsberäkning sedan världens skapelse. Dagens globala tidssystem UTC (Gregoriansk kalender) har därför sin huvudstruktur ärvd från den babyloniska kalendern.
De julianska kalendrarna har sina månadsdefinitioner i tabellform medan den babylonska kalendern, judiska kalendern och muslimska kalendern har sina månader definierade av uppkomsten av nymåne medan Persiska kalendern efter solstånd. 

## Anno Graecorum
Den babyloniska kalendern i solårsversion, Anno Graecorum makedonska varianten, användes från Seleukos Is återerövring av Babylon 312/11 f.Kr. vilket ansågs av Seleukos och hans hov utgjorde grundandet av Seleukiderriket och så också dess tidräkning, som tillämpade babyloniska kalendern för månadsberäkningen. Månadsnamnen översattes till grekiska.

## Judiska kalendern
Den judiska kalendern bygger i princip på Anno Graecorums babyloniska variant med babyloniska månader. Anno Graecorum,  babyloniska varianten, användes också för årsangivelser av judar fram till Anno Mundi Livryat haOlam officiellt började användas från 1178 e.Kr. Därav infaller judiska nyåret den första dagen den 7e månaden på året.
Den judiska kalendern med sina babyloniska månader är en av staten Israels officiella kalendrar vid sidan om den gregorianska kalendern.

## Månader
| Namn       | Gudom       | Månader           |
| ---------- | ----------- | ----------------- |
| Nisanu     | Anu och Bel | mars/april        |
| Ayaru      | Ea          | april/maj         |
| Simanu     | Nanna       | maj/juni          |
| Du'uzu     | Adar        | juni/juli         |
| Abu        | Aru         | juli/augusti      |
| Ululu      | Istar       | augusti/september |
| Tashritu   | Shamash     | september/oktober |
| Arakhsamna | Marduk      | oktober/november  |
| Kislimu    | Nergal      | november/december |
| Tebetu     | Papsukkal   | december/januari  |
| Shabatu    |             | januari/februari  |
| Adaru      | Erra        | februari/mars     |
| Makarusa   | Ashur       | extramånad        |

Omkring 500 f.Kr. infördes en ren lunarkalender, där varje månad började på den första synliga nymånen.